# غاري تشارتراند
غاري تشارتراند (بالإنجليزية: Gary Chartrand)‏ هو رياضياتي أمريكي، ولد في 1936.